# نقطة تلاش

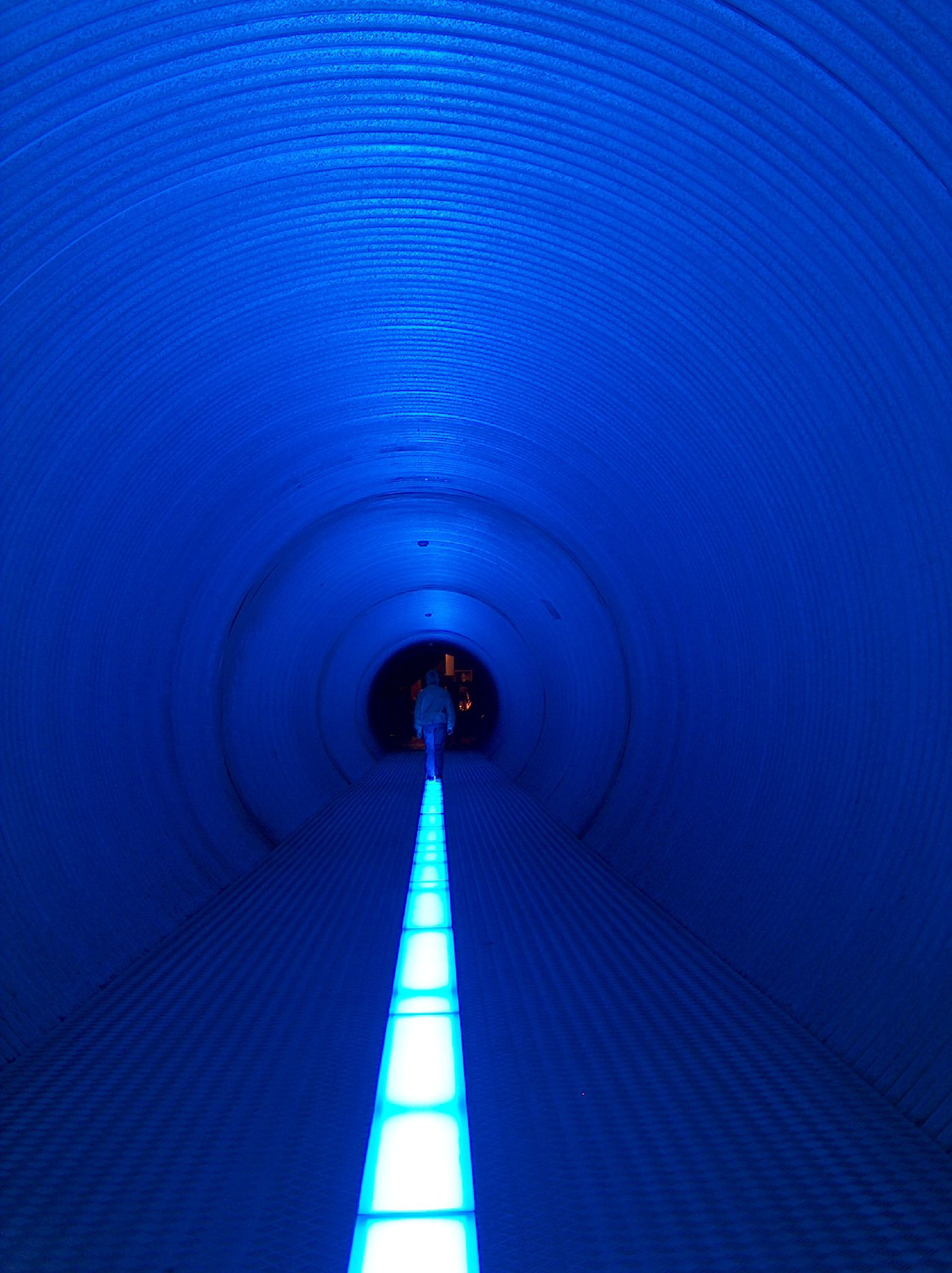
نقطة التلاشي (عند نهاية النفق).

نقطة التلاشي وتعرف أيضاً باسم نقطة الفرار وهي النقطة أو المحور الشاقولي والتي تنتهي إليها كافة الخطوط المتوازية في الواقع لدى إسقاطها في المنظور.
لا يشترط ان تكون نقطة التلاشي دائماً على خط الأفق.
نقطة التلاشي `يمكن أن تكون: 
- نقطة حقيقية عندما الخط المنظور إليه يقطع مستوي الإسقاط {\displaystyle {\pi }};
- نقطة خيالية عندما الخط المنظؤر إليه يوازي {\displaystyle {\pi }};

## معرض صور

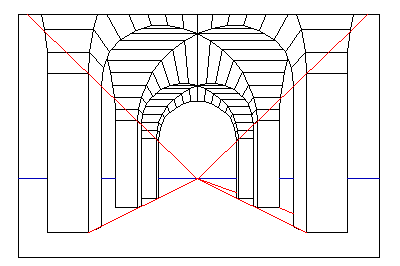
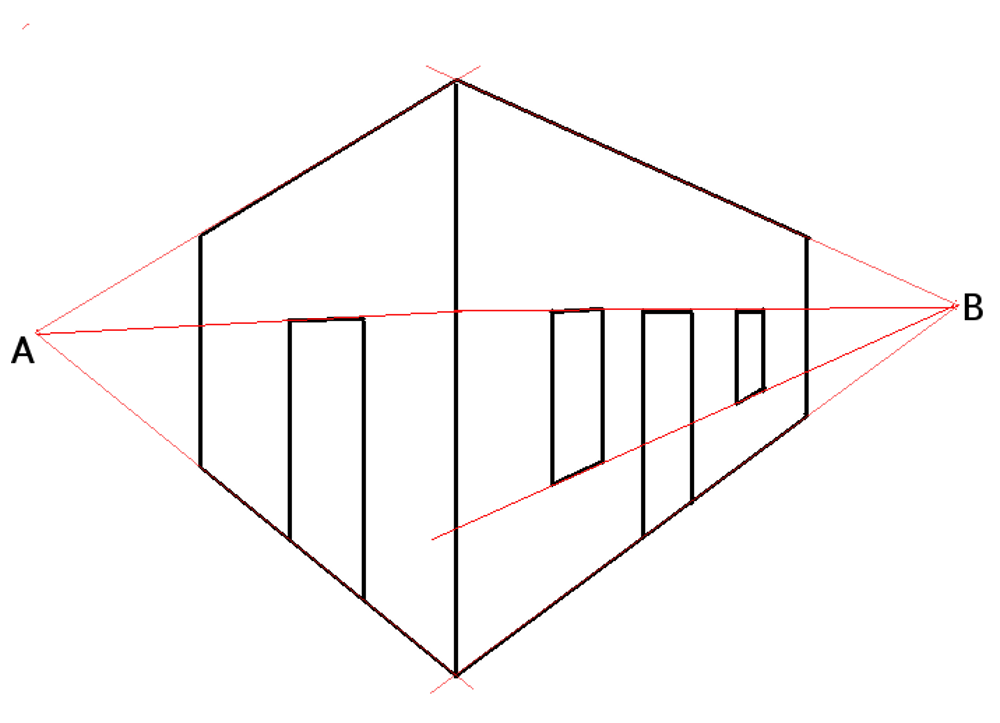
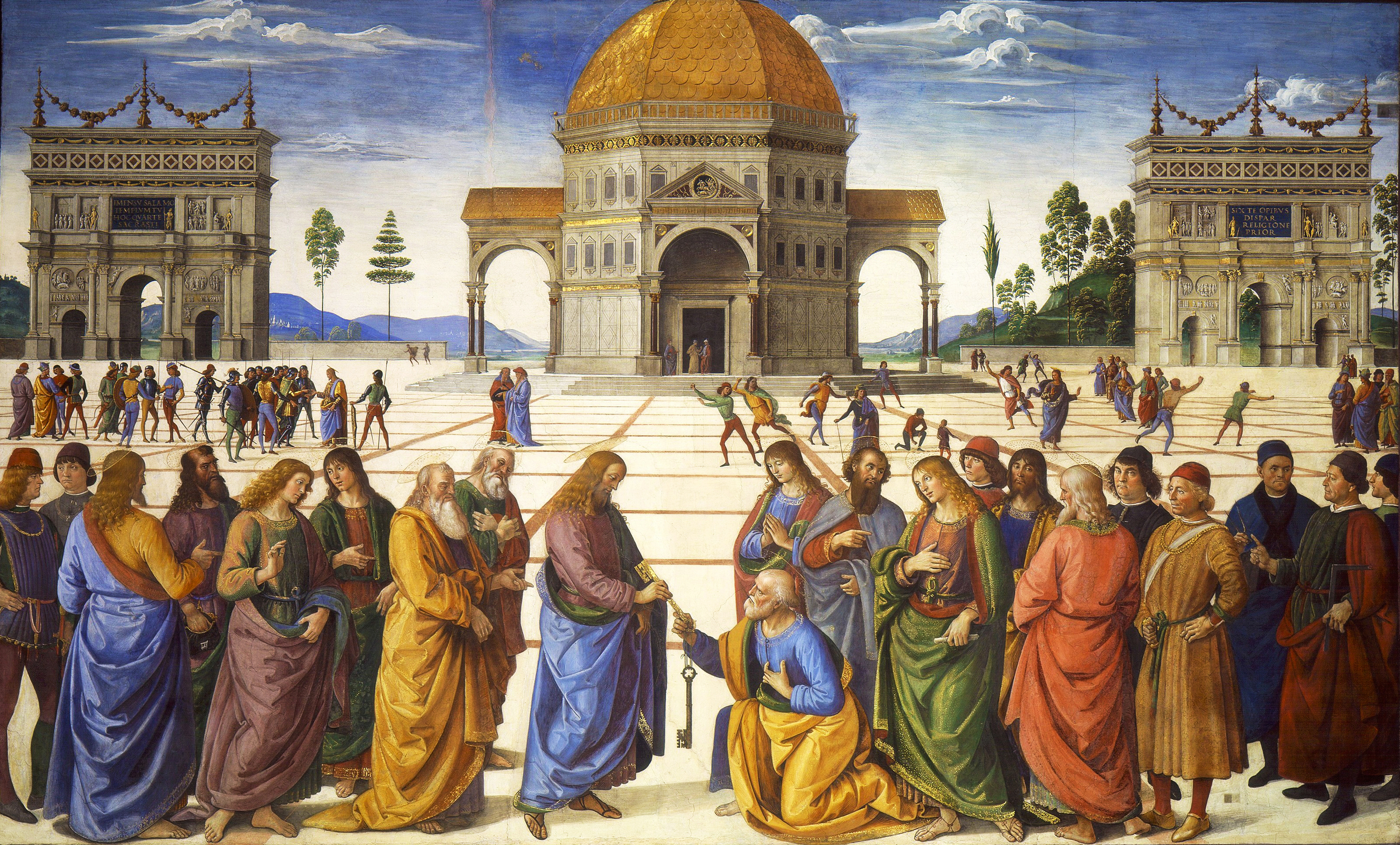